# Рубцов, Филипп Васильевич
Филипп Васильевич Рубцов (1866 — не ранее 1912) — крестьянин, член III Государственной думы от Орловской губернии.

## Биография

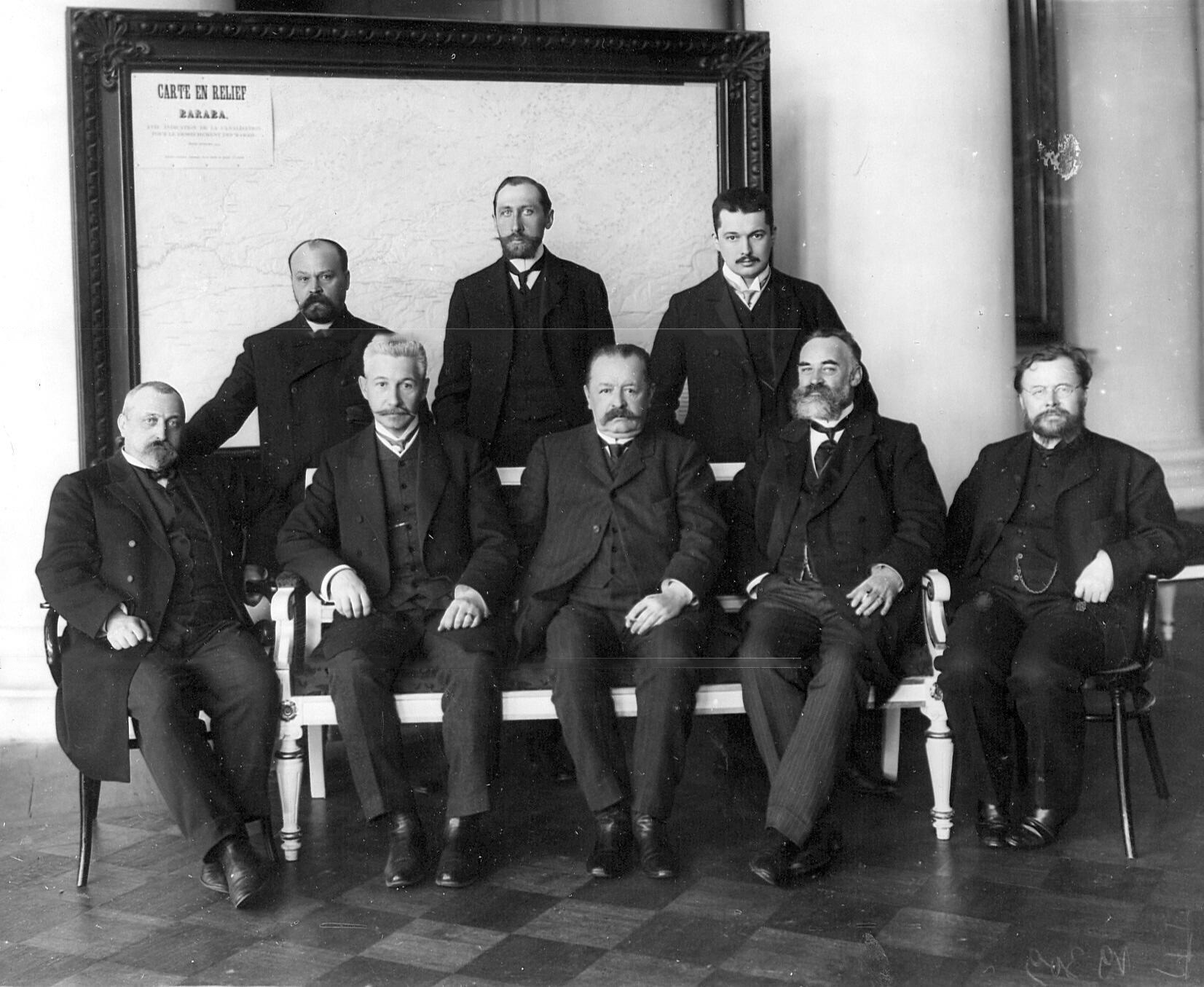
Депутаты Государственной думы Российской империи III созыва от Орловской губернии. Стоят: Рубцов Ф. В., Володимеров С. А., Тенишев В. В.; сидят: Ветчинин В. Г., Меньшиков И. А., Васич Н. В., Новицкий М. А., Потулов В. А.

Православный, крестьянин сельца Малая Тросна Тросненской волости Кромского уезда.
Окончил земскую народную школу. Имел 80 десятин собственной земли. В 1902—1907 годах был тросненским волостным старшиной. Также избирался гласным Кромского уездного земского собрания.
В 1907 году был избран в члены III Государственной думы от Орловской губернии съездом уполномоченных от волостей. Входил во фракцию умеренно-правых, с 3-й сессии — в русскую национальную фракцию. Состоял членом комиссий: финансовой, по местному самоуправлению и о мерах к упорядочению хлебной торговли.
Судьба после 1912 года неизвестна. Был вдовцом, его сын Афанасий (1898—?) в советское время работал бухгалтером на государственных дачах в Мацесте, Гаграх, Гудауте и Цхалтубо.